# Tipula (Mediotipula) cataloniensis
Tipula (Mediotipula) cataloniensis is een tweevleugelige uit de familie langpootmuggen (Tipulidae). De soort komt voor in het Palearctisch gebied.